# پادشاه خیابان
'پادشاه خیابان (به هندی: Galiyon Ka Badshah) فیلمی محصول سال ۱۹۸۹ و به کارگردانی شر جونگ سینگ است. در این فیلم بازیگرانی همچون راج کومار، میتون چاکرابورتی، هما مالینی، اسمیتا پاتیل، پونام دیلون، آمریتا سینگ، دنی دنزونگپا، افتخار، آریونا ایرانی، رانجیت، پاریکشیت سهنی، لیلا میشارا ایفای نقش کرده‌اند.